# Kenji Sahara
Kenji Sahara (jap. 佐原 健二, Sahara Kenji, richtiger Name Masayoshi Katō (加藤 正好, Katō Masayoshi); * 14. Mai 1932 in Kawasaki, Präfektur Kanagawa, Japan) ist ein japanischer Schauspieler. Er wurde durch den Film Die fliegenden Monster von Osaka, auch Rodan, bekannt.

## Filmografie (Auswahl)
- 1954: Godzilla
- 1956: Die fliegenden Monster von Osaka
- 1957: Weltraumbestien
- 1958: Das Grauen schleicht durch Tokio
- 1962: Ufos zerstören die Erde
- 1962: Die Rückkehr des King Kong (キングコング対ゴジラ, Kingu Kongu tai Gojira)
- 1963: U 2000 – Tauchfahrt des Grauens
- 1964: Godzilla und die Urweltraupen
- 1965: Frankenstein – Der Schrecken mit dem Affengesicht
- 1965: Der Lohn der Mutigen
- 1966: Frankenstein – Zweikampf der Giganten
- 1967: Frankensteins Monster jagen Godzillas Sohn
- 1968: Frankenstein und die Monster aus dem All
- 1969: Port Arthur – Die Schlacht im Chinesischen Meer
- 1969: Gojira, Minira, Gabara: All Kaijū Daishingeki
- 1970: Monster des Grauens greifen an
- 1974: King Kong gegen Godzilla
- 1975: Die Brut des Teufels, Konga, Godzilla, King Kong
- 1991: Godzilla – Duell der Megasaurier
- 1993: Godzilla vs. Mechagodzilla II
- 1994: Godzilla vs. Spacegodzilla
- 2004: Godzilla: Final Wars